# Biegi narciarskie na Mistrzostwach Świata w Narciarstwie Klasycznym 2005 – sprint drużynowy kobiet
Sprint drużynowy kobiet techniką dowolną – jedna z konkurencji rozgrywanych w ramach biegów narciarskich na Mistrzostwach Świata w Narciarstwie Klasycznym 2005; zawody odbyły się 25 lutego 2005 roku. Był to debiut tej konkurencji w programie mistrzostw świata, pierwszymi w historii mistrzyniami świata w sprincie drużynowym zostały Norweżki Hilde Gjermundshaug Pedersen i Marit Bjørgen. Drugie miejsce zajęły Riitta-Liisa Roponen i Pirjo Manninen z Finlandii, a brązowy medal zdobyła reprezentacja Rosji w składzie: Julija Czepałowa i Alona Sid´ko.

## Rezultaty
| Miejsce | Numer | Państwo           | Zawodniczki                                | Czas           | Strata         |
| ------- | ----- | ----------------- | ------------------------------------------ | -------------- | -------------- |
| 01 !    | 1     | Norwegia          | Hilde Gjermundshaug Pedersen Marit Bjørgen | 12:19,7        | —              |
| 02 !    | 9     | Finlandia         | Riitta-Liisa Roponen Pirjo Manninen        | 12:22,5        | +2,8           |
| 03 !    | 13    | Rosja             | Julija Czepałowa Alona Sid´ko              | 12:23,3        | +3,6           |
| 4       | 2     | Niemcy            | Viola Bauer Claudia Künzel                 | 12:29,5        | +9,8           |
| 5       | 3     | Włochy            | Arianna Follis Sabina Valbusa              | 12:30,8        | +11,1          |
| 6       | 5     | Francja           | Aurélie Storti Karine Philippot            | 12:33,9        | +14,2          |
| 7       | 15    | Kazachstan        | Swietłana Małachowa Oksana Jacka           | 12:37,9        | +18,2          |
| 8       | 14    | Szwajcaria        | Seraina Mischol Laurence Rochat            | 12:46,4        | +26,7          |
| 9       | 11    | Szwecja           | Emelie Öhrstig Anna Dahlberg               | 12:51,9        | +32,2          |
| 10      | 12    | Kanada            | Sara Renner Beckie Scott                   | 12:52,1        | +32,4          |
| 11      | 7     | Czechy            | Helena Erbenová Ivana Janečková            | Półfinał 1     | Półfinał 1     |
| 12      | 16    | Białoruś          | Wolha Wasilonak Ludmiła Karolik            | Półfinał 2     | Półfinał 2     |
| 13      | 6     | Ukraina           | Wita Jakymczuk Maryna Małec                | Półfinał 1     | Półfinał 1     |
| 14      | 19    | Stany Zjednoczone | Kikkan Randall Sarah Konrad                | Półfinał 2     | Półfinał 2     |
| 15      | 4     | Japonia           | Nobuko Fukuda Madoka Natsumi               | Półfinał 1     | Półfinał 1     |
| 16      | 17    | Chiny             | Li Hongxue Li Hongyan                      | Półfinał 2     | Półfinał 2     |
| 17      | 18    | Bułgaria          | Teodora Małczewa Rajna Kouwa               | Półfinał 2     | Półfinał 2     |
| 18      | 8     | Armenia           | Aida Saribekian Meri Chakobian             | Półfinał 1 LAP | Półfinał 1 LAP |